# Набу-надин-зери
Набу-надин-зери (Nabû-nādin-zēri; букв. «Набу дал семя») — царь Вавилонии приблизительно в 734—732 годах до н. э. из VIII Вавилонской династии.
Сын Набонасара. Свергнут вавилонянами, не желавшими иметь царём вассала Ассирии.